# La Joya de los Sachas
La Joya de los Sachas – miasto w Ekwadorze, w prowincji Orellana, stolica kantonu Joya de los Sachas. Przez miasto przebiega droga krajowa E45A.

## Demografia
Miasto według spisu powszechnego 21 listopada 2001 roku liczyło 5 822, 28 listopada 2010 ludność La Joya de los Sachas wynosiła 11 480..